# Fox Broadcasting Company
Fox Broadcasting Company, ofta bara kallat Fox, är ett amerikanskt tv-bolag som genom flera hundra lokala tv-stationer finns tillgängligt över hela USA via marknätet sedan oktober 1986. Bolagets huvudsakliga målgrupp är unga tittare, vilket sedan 2006 även gäller dess systerbolag, My Network TV, med särskilt fokus på unga i kategorin 18–49 år. Bolaget ingår i Fox Entertainment Group, en del av Rupert Murdochs mediekoncern News Corporation, och är en av de fem stora amerikanska marksända TV-kanalerna, vilka utöver Fox är ABC, CBS, NBC och The CW.

## Dotterkanaler på kabel-TV
Utöver verksamheten i det nationella marksända nätet äger Fox även ett antal nischade kabelkanaler, i huvudsak på den amerikanska marknaden men även i övriga världen, däribland Sverige. Bland dessa återfinns den framgångsrika nyhets- och debattkanalen Fox News som fick ökad popularitet efter terrorattackerna den 11 september 2001 och fortfarande 2009 var en av USA:s fem största kabelkanaler. Fox News politiska inriktning är högerorienterad. och huvudkonkurrenter är liberala MSNBC och CNN. Andra Fox-kanaler är ekonomikanalen Fox Business, filmkanalen Fox Movie Channel som visar klassiker från de senaste årtiondena (inte minst från den egna filmstudion), Fox Reality som repriserar reality-serier, FX som sänder actionserier, samt fotbollskanalen Fox Soccer Channel som sänder matcher i huvudsak från Europa och Latinamerika.
Tidigare ägde man även den internationella barnkanalen Fox Kids, som bland annat fanns i en svensk version, men den såldes under tidigt 00-tal till Disney-koncernen som döpte om den till Jetix och senare, under 2009, till Disney XD. I samma affär ingick den amerikanska kabelkanalen Fox Family som av Disney döptes om till ABC Family. Under 00-talet har Fox etablerat ett stort antal kabelkanaler på den internationella marknaden. 2009 fanns Fox-ägda kanaler i Argentina, Australien, Brasilien, Bulgarien, Chile, Tyskland, Japan, Italien, Serbien, Korea, Spanien, Portugal, Indien, Mexiko och Turkiet. Programutbudet varierar kraftigt på de internationella kanalerna och återspeglar inte alls det som sänds på Fox i USA.
Fox äger sedan 00-talet TV-kanaler i de nordiska länderna. I Norge fanns Fox Crime som sände deckarserier och thrillers. 2013 gjordes kanal om och heter nu endast Fox och sänder mer underhållning och serier. I Finland äger man den marksända kanalen Fox med fokus på underhållning som TV-serier, animerat och talkshower. På pan-europeisk basis sänder Fox även kanalerna National Geographic Channel och Nat Geo WILD via mark-, kabel- och satellit-TV. I Sverige lanserar Fox International Channels kanalen Fox den 22 september 2014. Inriktningen på kanalen är underhållning i form av serier, livsstilsprogram samt filmer.

## Utbud
American Idol är nätverket Fox's flaggskepp och kassako i egenskap av de mest sedda TV-programmen i USA säsong efter säsong. Juryordföranden Simon Cowell var den bäst betalda inom amerikansk TV 2009. I Sverige sänds många av Fox tv-serier, till exempel Våra värsta år, The Simpsons, Beverly Hills 90210, 24, Family Guy, Boston Public, OC, Prison Break och Futurama. Fox enda nationella nyhetssändning görs på söndagsmorgnar i programmet Fox News Sunday som produceras av dotterkanalen Fox News Channel som annars sänder via kabel-TV. Lokala nyhetssändningar görs av respektive sändande tv-station då Fox saknar nationella nyhetssändningar till skillnad från de tre största nätverken ABC, NBC och CBS. 
Fox sänder sport på helgerna i form av matcher från National Football League och Major League Baseball, och hälften av deltävlingarna i Nascar Cup Series och Nascar Xfinity Series.

### Lista över program från Fox
- 24
- Alcatraz
- American Dad
- American Idol
- America's Most Wanted
- Arkiv X
- Beverly Hills 90210
- Bob's Burgers
- Cops
- Duets
- Family Guy
- Futurum
- Glee (TV-serie)
- Hell's kitchen
- House
- John Doe
- Justice
- King of the Hill
- Mad TV
- Malcolm in the Middle
- Melrose Place
- Nanny 911
- Prison Break
- Power Rangers
- Renovate My Family
- Skating with Celebrities
- So You Think You Can Dance
- Stacked
- Standoff
- That '70s Show
- The House
- OC
- The Simpsons
- The War at Home
- The Wedding Albuum
- Våra värsta år

### Bolagets slogan genom åren
| År   | Slogan                                       |
| ---- | -------------------------------------------- |
| 1987 | Don't Let Fox Weekend Pass You By            |
| 1988 | This is the Year                             |
| 1990 | It's on Fox                                  |
| 1992 | You're Watching Fox                          |
| 1993 | Fox: You're Watching It                      |
| 1994 | It Could Only Happen on Fox                  |
| 1994 | The Spirit of Fox/We're Gonna Keep it on Fox |
| 1995 | Cool Like Us                                 |
| 1996 | Non-Stop Fox                                 |
| 1996 | Fox 10 Years                                 |
| 1997 | Just One Fox                                 |
| 2002 | FOX NOW                                      |
| 2006 | Fox 20 Years                                 |
| 2007 | Fox On                                       |
| 2008 | SO FOX                                       |

### Fox Entertainment Groups kabel-tv-kanaler
- FX
- Fox News
- Fox Business
- Fox Sports
- Fox Sports World
- Fox Movie Channel
- Fox Reality
- Fox Soccer Channel